# If You Can Believe Your Eyes and Ears
If You Can Believe Your Eyes and Ears – debiutancki album amerykańskiej grupy The Mamas & the Papas, wydany w 1966 jako „The Mama’s and the Papa’s”.
W 2003 album został sklasyfikowany na 127. miejscu listy 500 albumów wszech czasów magazynu Rolling Stone.

## Okładki
Album If You Can Believe Your Eyes and Ears jako jeden z pierwszych został opublikowany w kilku różnych oprawach graficznych. Pierwsza okładka pokazywała zespół w wannie, obok której znajdowała się muszla klozetowa. Płyta z dołączoną tą wersją zdjęcia została wycofana ze sklepów, ponieważ obecność sedesu uznana została za nieprzyzwoitą. Na drugiej okładce wykorzystano tę samą fotografię, zasłaniając jednak muszlę tekstem informującym o obecności na płycie utworu „California Dreamin’”. W późniejszym wydaniu tekst został uzupełniony o dwa kolejne tytuły. Do następnej wersji okładki dodano po lewej stronie informację o uzyskaniu przez album statusu złotej płyty. Na rynek wypuszczone zostały także edycje ze zdjęciem wykadrowanym tak, by nie było widoczne, że zostało ono zrobione w łazience.

## Lista utworów
| 1.  | „Monday, Monday” (John Phillips)                         | 3:27  |
|     |                                                          |       |
| 2.  | „Straight Shooter” (John Phillips)                       | 3:27  |
|     |                                                          |       |
| 3.  | „Got a Feelin'” (John Phillips, Denny Doherty)           | 2:31  |
|     |                                                          |       |
| 4.  | „I Call Your Name” (John Lennon, Paul McCartney)         | 2:39  |
|     |                                                          |       |
| 5.  | „Do You Wanna Dance?” (Bobby Freeman)                    | 2:57  |
|     |                                                          |       |
| 6.  | „Go Where You Wanna Go” (John Phillips)                  | 2:30  |
|     |                                                          |       |
| 7.  | „California Dreamin’” (John Phillips, Michelle Phillips) | 2:41  |
|     |                                                          |       |
| 8.  | „Spanish Harlem” (Jerry Leiber, Phil Spector)            | 3:21  |
|     |                                                          |       |
| 9.  | „Somebody Groovy” (John Phillips)                        | 3:15  |
|     |                                                          |       |
| 10. | „Hey Girl” (Phillips, Phillips)                          | 2:27  |
|     |                                                          |       |
| 11. | „You Baby” (Steve Barri, P.F. Sloan)                     | 2:19  |
|     |                                                          |       |
| 12. | „The ‘In’ Crowd” (Billy Page)                            | 3:10  |
|     |                                                          |       |
|     |                                                          | 34:44 |
|     |                                                          |       |